# Bandeira das Províncias Unidas do Rio da Prata

Bandeira das Províncias Unidas do Rio da Prata.

A Bandeira das Províncias Unidas do Rio da Prata foi um dos símbolos nacionais das extintas Províncias Unidas do Rio da Prata.

## Bandeiras históricas

Até 1918
Após 1918